# 伊姆拉勒島

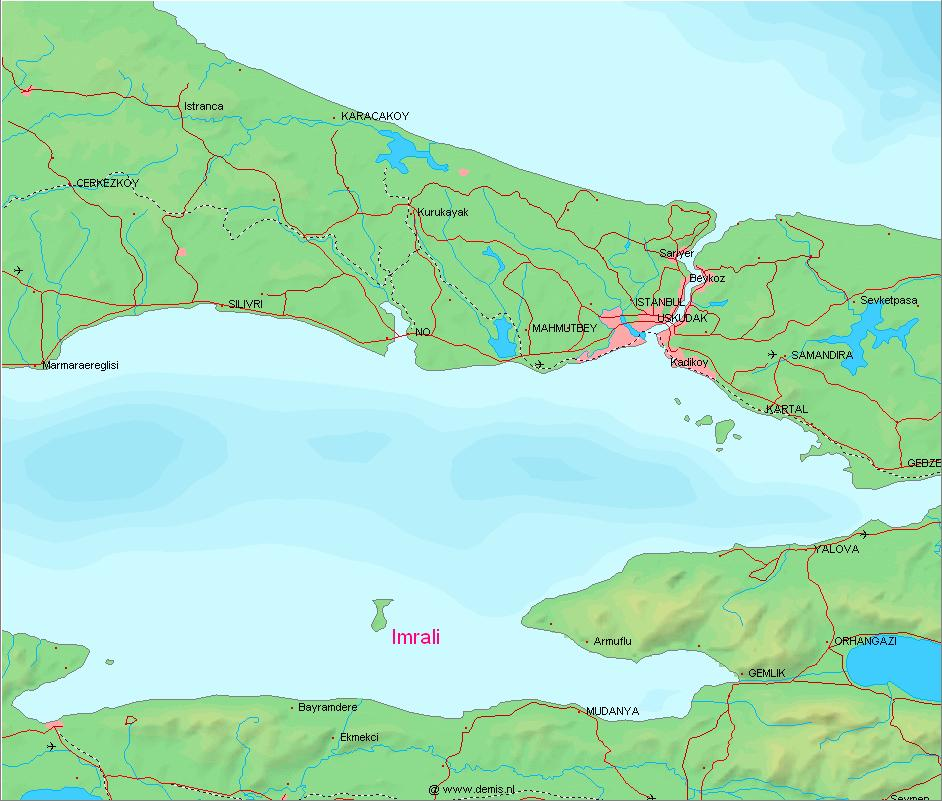

伊姆拉勒島是土耳其的島嶼，位於馬摩拉海南部，由布爾薩省負責管轄，長8公里、寬3公里，面積25平方公里，最高點海拔高度217米，海岸線長度19.4公里。

## 外部連結
- （土耳其文） Brief historyArchive.today的存檔，存档日期2012-12-08
- （土耳其文） On the island[永久]
- （土耳其文） Brief history（页面存档备份，存于）
- （土耳其文） About the name of the island

40°32′N 28°32′E / 40.533°N 28.533°E